# Pardosa mabweana
Pardosa mabweana là một loài nhện trong họ Lycosidae.
Loài này thuộc chi Pardosa. Pardosa mabweana được Carl Friedrich Roewer miêu tả năm 1959.